# Herbert Unterberger

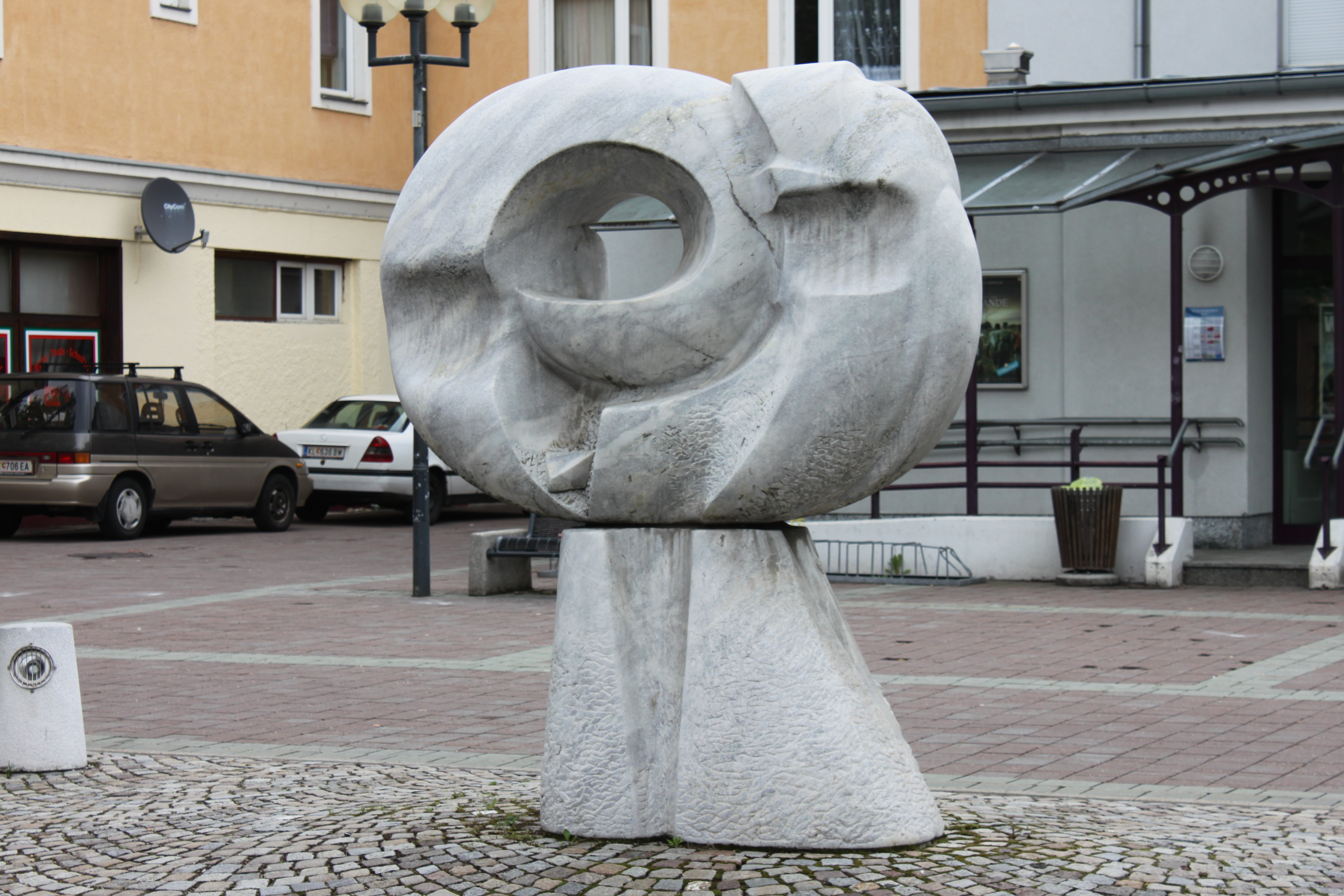
Skulptur Form-Zeit (1993/94) in Klagenfurt

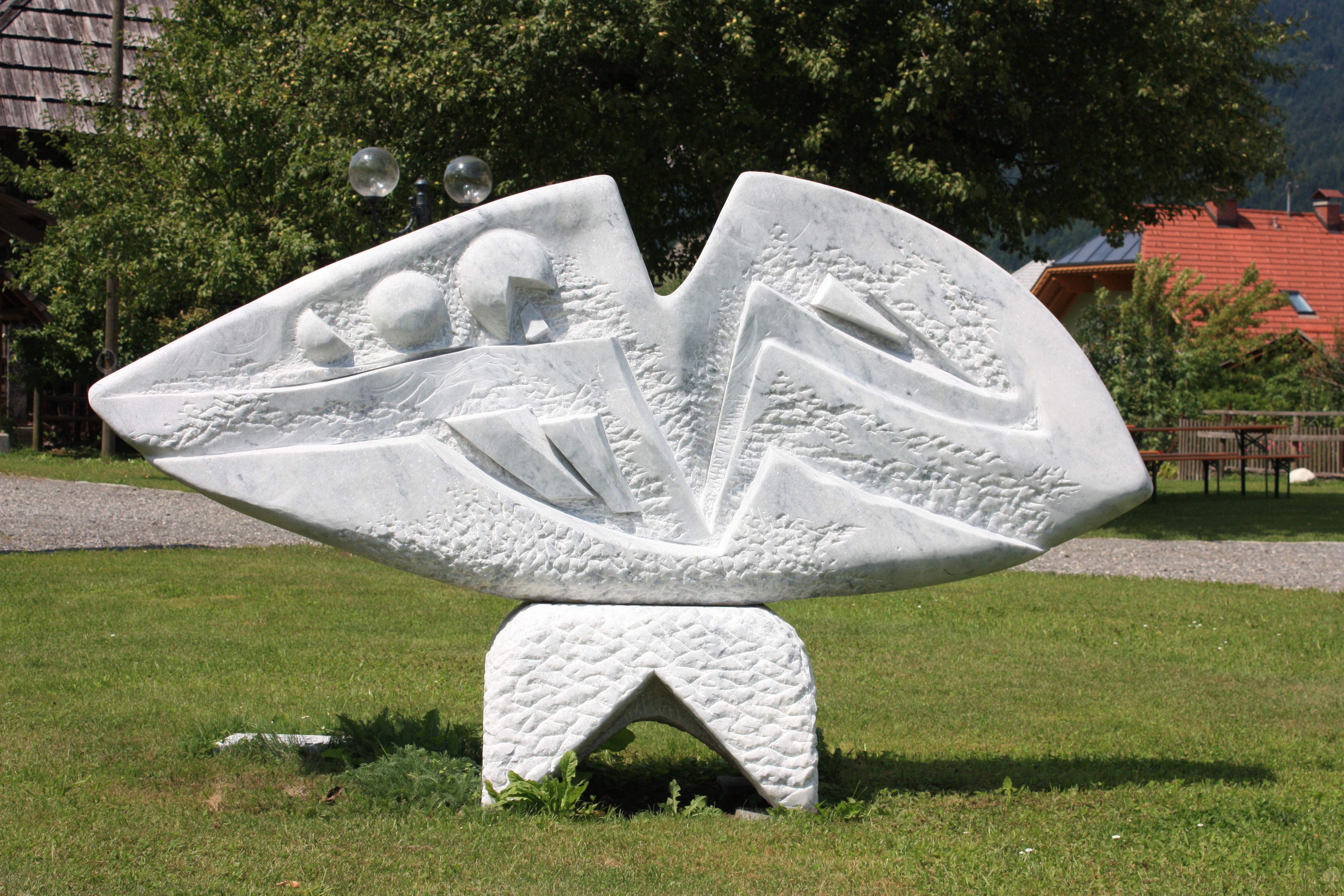
Skulptur Flügel der Zeit, Schloss Möderndorf

Herbert Unterberger (* 2. Jänner 1944 in Hermagor) ist ein österreichischer Bildhauer.
Er lebt und arbeitet in Hermagor in Kärnten. Mehrere seiner Plastiken, Figuren und Statuen sind im öffentlichen Raum zu sehen.

## Ausbildung
Unterberger war von 1958 bis 1962 Schüler von Bildhauer Hans Domenig, absolvierte von 1962 bis 1966 ein Studium an der Akademie der bildenden Künste in Wien bei Hans Andre und Aktzeichnen bei Herbert Boeckl. Er erhielt 1965 und 1966 den Meisterschulpreis der Akademie der bildenden Künste in Wien und machte 1966 sein Diplom. Es folgte 1968–1970 eine Lehrtätigkeit am musikpädagogischen Gymnasium in Hermagor. Seit 1967 ist Herbert Unterberger freischaffend tätig.

## Werke im öffentlichen Raum
- Rondo  Viktring/Klagenfurt
- Im Juni 2018 wurde am Dorfplatz in Obervellach ein von Herbert Unterberger geschaffener Gedenkstein aus Krastaler Marmor mit der Inschrift Wohin aber gehen wir für Ingeborg Bachmann enthüllt.[1][2]

## Einzelausstellungen
- 1972 	Galerie an der Stadtmauer, Villach (Skulpturen)
- 1973 	Künstlerhaus Klagenfurt, Kleine Galerie (Skulpturen)
- 1975 	Auf der Straßburg (Skulpturen)
- 1977 	Städtische Galerie, Lienz (Skulpturen und Zeichnung) Kongresshaus Villach (Skulpturen) Galerie Slama, Klagenfurt (Skulpturen und Zeichnung)   Galerie Bartenstein, Wien I (Skulpturen und Zeichnung)
- 1978 	Palais Palffy, Wien I (Skulpturen und Zeichnung)
- 1979 	Galerie beim Minoritensaal, Graz (Skulpturen und Holzschnitte)
- 1981 	Messehalle Klagenfurt, Konfrontation mit moderner Plastik
- 1983 	Fakulty Of Fine Arts Of Helwan University, Kairo (Skulpturen und Grafik), Workshop
- 1984 	Kärntner Landesgalerie (Skulpturen und Zeichnungen)
- 1985 Nationale Kunstgalerie Peking, China (Skulpturen)
- 1990 	Galerie Walker, Messegelände Klagenfurt (Skulpturen)
- 1998 Schloss Freyenthurn, Regiones Artis (Skulpturen und Grafik)
- 1994 	Peru, Bolivien, Studienreise
- 1999 	See Genezareth, Studienaufenthalt
- 2004 	Anton-Hanak-Museum, Wien (Skulpturen)
- 2005 	Kunstraum Dr. David, Wien (Skulpturen)
- 2005 	Galerie Himmelpforte, Wien (Skulpturen)
- 2006 	Krischanitzhaus, Wien (Skulpturen)

## Ausstellungsbeteiligungen
Seit 1968 jährlich Teilnahme an allen Gemeinschaftsausstellungen des Kunstvereines für Kärnten
- 1969 	Kärntner Künstler der Gegenwart, Berufsschule Hermagor
- 1971 	Kongresshaus, Millstatt
- 1972 	Haus der Begegnung, St. Veit; Städt. Galerie Lienz
- 1973 	Int Art, Laibach
- 1974 	60 Jahre Künstlerhaus Klagenfurt; 4A Mostra Soggiorni di Esperienze, Galleria del Centro, Udine
- 1976 	Int Art, Stadthaus, Klagenfurt
- 1977 	Kontraste, St. Veit Raiffeisenbank Hermagor Galerie 68, Bern
- 1980 	Carinthischer Sommer, Stiftshof, Ossiach
- 1984 	Kärntner Landesgalerie, Skulpturen und Zeichnungen
- 1998 	Kärntner Ansichten eine andere Landesausstellung, Heft Hüttenberg
- 1999 	Synarte, Skulpturen, Klagenfurt
- 2001 	Rathaus, Skulpturen, St. Veit/Glan
- 2005 	Palais Palffy, Wien mit Hans Hiesberger

## Symposien
- 1973 	Internationales Künstler-Symposion, Lignano
- Internationales Holzbildhauer-Symposion, Hermagor-Pressegger See
- 1975 	Extempore 2000, Klagenfurt
- 1976 	Extempore 76, Klagenfurt Kommunikation 76, Messegelände Klagenfurt
- 1991 	Internationales Bildhauersymposion, Obernkirchen bei Hannover
- 1993 	Leitung eines Internationalen Bildhauersymposion, Plöckenhaus, Plöckenpass
- 1998 	Internationales Bildhauersymposion, Krastal
- 2003 	Bildhauersymposium Maria Saal

## Auszeichnungen
- 2025: Ehrenbürger von Hermagor[3]